# Jimmy Dean, Jimmy Dean
Jimmy Dean, Jimmy Dean (Come Back to the Five and Dime, Jimmy Dean, Jimmy Dean) è un film del 1982 diretto da Robert Altman: è tratto da una commedia di Ed Graczyk.

## Trama
Texas, 30 settembre 1975. Tre amiche, fervide fan di James Dean, si ritrovano col gruppo "Le discepole di James Dean" nell'emporio di una di loro per commemorare i vent'anni della scomparsa prematura della stella di Hollywood per eccellenza. Il negozio dista a sole 62 miglia da Marfa, dove nel 1955 Dean girò Il gigante, uscito postumo. Joanna (che prima di cambiare sesso era il garzone di bottega Joe) sarà l'elemento che smantellerà le confessioni delle donne.

## Produzione
Lo stesso anno il regista aveva diretto l'allestimento teatrale del dramma, presso il Martin Beck Theatre di Broadway. A dispetto della stroncatura di Frank Rich, influentissimo critico del New York Times, che aveva condizionato l'atteggiamento negativo di tutta la stampa, il lavoro ebbe un buon successo di pubblico, con 65 affollate repliche. Un elemento di richiamo fu il debutto a teatro della popstar Cher. Altman che, benché nutrisse alcune perplessità sul valore del testo, era stato convinto soprattutto dalle insistenze degli attori, aveva, curiosamente, già realizzato un documentario sulla figura di James Dean: La vera storia di James Dean del 1957. Successivamente in The Company avrebbe lavorato con James Franco, che aveva interpretato il ruolo del giovane divo hollywoodiano in un film del 2001 (James Dean - La storia vera di Mark Rydell).
Altman affittò uno studio di New York per 800 000 dollari: si chiuse dentro con le attrici (che l'avevano già portato a teatro) e il cast per 19 giorni e fece questo film che venne a costare 1 miliardo e 200 milioni di lire. Girato in Super 16, il film fu poi trasferito su pellicola da 35 mm.

## Critica
- "Bisognava farne un film, soprattutto per fissare la bravura delle attrici, che avevano trascinato questa storia di ricordi, di solitudine, di infelicità femminile, dall'ironico alla tragedia: è una soap opera di oggi, l'unico modo possibile per raccontare una tragedia greca in questi anni" (Robert Altman).[3]
- "Serrato in un unico luogo chiuso, assediato dall'afa, il film riflette l'origine teatrale e pecca talvolta di verbosità" (Giovanni Grazzini).[4]